# Фукубара Хиротоси
Фукубара Хиротоси (яп. 福原広俊, 1512 — 1593) — самурайский полководец средневековой Японии периода Сэнгоку. Председатель рода Фукубара в провинции Аки. Вассал и один из старейшин рода Мори. Служил Мори Хиромото, которому отдал в жены свою дочь. Дед Мори Окимото и Мори Мотонари.
Род Фукубара происходил от боковой ветви рода Мори. 13-й глава рода Мори, Мори Тоёмото, очень ценил отца Фукубары Хиротоси, называя его «старшим братом». Однако, с начала председательства сына Тоёмото, Мори Хиромото, позиции рода были ослаблены. Для их укрепления Фукубара Хиротоси выдал свою дочь сюзерену в жены. Она родила наследников рода Мори, Мори Окимото и Мори Мотонари, чем поддержала престиж своего рода Фукубара.